# Ana Foxxx
Ana Foxx (født 29. oktober 1988 i Riallo, Californien), er en amerikansk pornoskuespiller og pornoinstruktør.

## Priser og nomineringer
| År   | Pris             | Resultat  | Kategori              | Værk |
| ---- | ---------------- | --------- | --------------------- | ---- |
| 2012 | Urban X Award    | Nomineret | Rising Star (Female)  | N/A  |
| 2013 | AVN Awards       | Nomineret | Best New Starlet      | N/A  |
| 2013 | NightMoves Award | Nomineret | Best Ethnic Performer | N/A  |
| 2014 | XBIZ Award       | Nomineret | Best New Starlet      | N/A  |